# Трудный бит
В криптографии, трудным предикатом для односторонней функции {\displaystyle f} называется функция {\displaystyle h}, принимающая значение 0 или 1, при этом её значение {\displaystyle h(x)} легко вычислить зная {\displaystyle x}, и трудно вычислить зная лишь {\displaystyle f(x)}. Формально, полиномиально вычислимая функция {\displaystyle h_{n}:D_{n}{\xrightarrow[{}]{}}\{0,1\}} является трудным предикатом для функции {\displaystyle f_{n}:D_{n}{\xrightarrow[{}]{}}D_{n}}, если случайная величина {\displaystyle h_{n}(\alpha _{n})} трудно вычислима по случайной величине {\displaystyle f_{n}(\alpha _{n})}, где {\displaystyle \alpha _{n}} — случайная величина, равномерно распределённая на {\displaystyle D_{n}}.